# آرافو
آرافو (به اسپانیایی: Arafo) یک شهرستان در اسپانیا با جمعیت ۵٬۵۰۲ نفر است که در جزایر قناری واقع شده‌است.